# علي باي الثالث

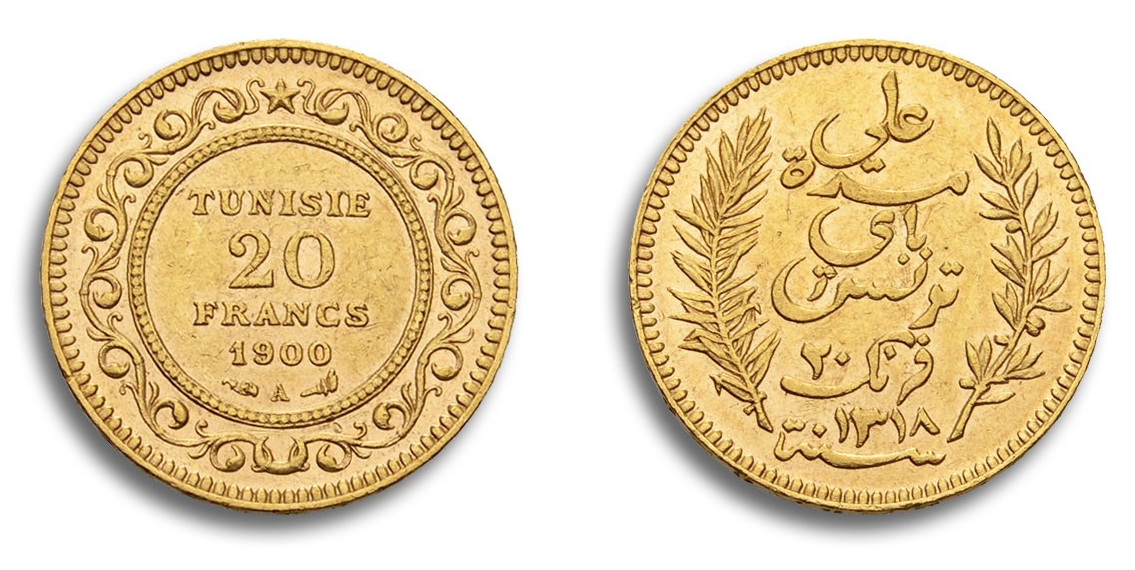
صورة لقطعة نقدية من الذهب كانت متداولة في 1900 فترة حكم علي باي.

علي باي بن حسين أو علي باشا باي أو علي باي أو علي باي الثالث هو باي تونس من 29 أكتوبر 1882 إلى 11 جوان 1902، وهو الباي الثالث عشر من البايات الحسينيين بتونس.

## الأوسمة والتشريفات
- نيشان الدم (تونس).